# Wikipedija
Wikipedija [vikipedíja] (angleško Wikipedia) ali Vikipedija je prosta spletna enciklopedija, ki nastaja s sodelovanjem stotisočev prostovoljcev z vsega sveta. Vsebuje geselske članke v več kot 300 različnih jezikih in njihovih različicah, sponzorira pa jo nepridobitna Fundacija Wikimedia. Zajema tradicionalne enciklopedične teme, obenem pa služi tudi kot almanah in zbornik. Ustanovitelj Jimmy Wales jo opisuje kot »poskus, da bi ustvarili in ponudili prosto enciklopedijo najvišje mogoče kakovosti prav vsakemu posamezniku v njegovem lastnem jeziku.« Wikipedija je eno od največkrat navedenih spletišč in dnevno doživi okoli 50 milijonov obiskov.
Wikipedija vsebuje več kot 40 milijonov geselskih člankov, od katerih jih je preko šest milijonov v angleščini in preko milijona še v 15 jezikih. Slovenska Wikipedija, ki ima do dne 25. 03. 2025 ustvarjenih 192.024 člankov, 
se uvršča med 50 wikipedij z največ članki. Od svojih začetkov – ustanovljena je bila 15. januarja 2001 kot dopolnitev projekta Nupedia – je nepretrgoma rasla in hkrati spodbudila nastanek novih projektov, kot so Zbirka, Wikislovar, Wikinavedek, Wikiknjige in Wikivir. Geselske članke urejajo prostovoljci v načinu wiki lastnemu sistemu: članke lahko spreminja kdorkoli in kadarkoli. Sodelavci Wikipedije sami skrbijo za nepristranost člankov, tako da so pogledi strokovnjakov ali citati iz literature povzeti, ne da bi želeli iz njih izluščiti »objektivno resnico«. Zaradi svoje odprte narave je dovzetna za netočnosti in vandalizem.
Pomen Wikipedije kot referenčnega dela je nekoliko sporen. Po eni strani prejema pohvale, ker je prosto dostopna, ker jo lahko vsakdo ureja, in ker pokriva nadvse širok razpon tem. Po drugi strani jo kritizirajo, ker ima v nasprotju s tradicionalnimi enciklopedijami šibko osrednjo avtoriteto ter zaradi sistematične pristranskosti, na primer zaradi slabše pokritosti tradicionalnih enciklopedičnih tem. Geselski članki Wikipedije so na voljo pod pogoji, ki jih navaja licenca Creative Commons-Deljenje pod enakimi pogoji-Priznanje avtorstva (CC-BY-SA) in so zrcaljeni na številnih strežnikih po svetu. Medtem ko večina različic Wikipedije v opredmeteni obliki še ni izšla, je bila nemška različica maja 2005 predstavljena na DVD-plošči.

## Glavne značilnosti
Wikipedija ima tri ključne značilnosti, ki določajo njeno mesto na svetovnem spletu:
1. Prvenstveno je oziroma si želi postati enciklopedija (s podprtimi podatki v obliki zbornika).
2. Je wiki, kar pomeni, da jo lahko z nekaj izjemami ureja kdorkoli.
3. Ima odprto vsebino in uporablja licenco Creative Commons-BY-SA.

Wikipedijo tako kot Nupedijo (podoben projekt proste enciklopedije) podpirata zastopnik proste programske opreme Richard Stallman in Free Software Foundation. Stallman je razumel pomen »proste splošne enciklopedije« še pred ustanovitvijo Nupedije in Wikipedije.
Odprtost Wikipedije ima tudi nekaj slabih lastnosti: članki, katerih tematiko pozna malo urednikov, so netočni oziroma vprašljivi, vendar je pričakovati, da se netočnosti s številom urejanj zmanjšajo. 
Druga pomanjkljivost odprtosti so pisci, ki ne prispevajo k uporabnosti vsebine (imenovani tudi »vandali«), temveč na različne načine povzročajo Wikipediji škodo (npr. pišejo članke z naslovi, kot je »Žbljkmb dfkjsdflsd«). Čeprav odprta narava te enciklopedije omogoča tak vandalizem, pa je hkrati tudi zdravilo zanj: vsakdo ima možnost razveljaviti spremembe oziroma povrniti prejšnjo različico. Večina jih ni registrirana kot stalni uporabnik Wikipedije (nimajo svojega »uporabniškega imena«), tako da se njihovi prispevki prepoznajo samo po IP-naslovu računalnika, iz katerega so uredili zadevajočo stran. Če so vandali vztrajni, jih lahko administratorji blokirajo, strani pa še vedno zaščitijo pred pisanjem tako, da jih lahko urejajo samo drugi administratorji in samodejno potrjeni uporabniki. 
Nekatere nacionalne wikipedije imajo svoje parodične različice: v slovenščini je to Butalopedija , v hrvaščini Neciklopedija, v angleščini Uncyclopedia Arhivirano 2013-06-16 na Wayback Machine., ali Bullsh!t Wiki v ruščini Absurdopedija itd.

## Dogovori
Sodelavci Wikipedije sledijo nekaj preprostim dogovorom, ki se jih skušajo tudi čim bolj držati. Ti dogovori omogočajo, da projekt tekoče deluje in da so sodelavci produktivni.
1. Sodelavcev Wikipedije je ogromno in prihajajo z vseh delov sveta. So različnih starosti in spolov, ter imajo različne predstave in nazore. So računalniško pismeni in večinoma prihajajo iz držav, v katerih je materni jezik angleščina oz. jezik izdaje wikipedije, ki jo urejajo. To v projekt vnaša tudi določeno stopnjo pristranskosti. Wikipedijini članki naj bi bili predstavljeni čim bolj uravnoteženo in nepristransko. Nikakor ne razglašajo le najbolj sprejetih mnenj, temveč predstavijo temo z raznolikih gledišč.
2. Poimenovanje člankov Wikipedije v splošnem določajo dogovori o poimenovanjih, kar pomaga razrešiti marsikatero dvoumnost in nejasnost.
3. Wikipedisti svojih pripomb ne vpisujejo v članke, temveč za to uporabljajo pogovorne strani. Vsak članek ima povezavo »pogovor«, ki vodi na pogovorno stran, kjer lahko uporabniki objavijo svoja vprašanja, komentarje in predloge. Razpravam o obširnejših težavah služita tudi forum Pod lipo ter projekt Meta-Wiki.
4. Obstajajo številni članki, ki niso enciklopedičnega pomena, na primer slovarski geselski članki, klepeti in reklame. Te urejevalci običajno izbrišejo.
5. Pravil oziroma dogovorov o delu v Wikipediji je še mnogo. Nekatera so zelo splošno sprejeta, druga pa vzbujajo dvome in nasprotovanja.

Sicer pa je najširše podprto pravilo: »Če vas pravila spravljajo v slabo voljo in vas odvračajo od sodelovanja, jih zanemarite in sledite svojim pogledom.« Presenetljivo je, da uspešno delovanje in razvoj Wikipedije temeljita prav na tem.

## Skupnost
Wikipedijo gradi na tisoče prostovoljcev, imenovanih »uporabniki«: učitelji, študentje, zanesenjaki, izvedenci - ljudje z znanjem od vsepovsod, ki so se znašli na spletni strani in spoznali, kako uporabna, aktivna in preprosta za urejanje je Wikipedija. Odločili so se, da postanejo Wikipedisti in ponudijo svoje znanje za širitev pogleda ljudi na svet, ki jih obdaja. Število sodelavcev stalno raste - tako zanesenjakov kot strokovno izobraženih ljudi.
Wikipedija nima »glavnega urednika«. Njena ustanovitelja, Jimmy Wales (tudi Jimbo Wales) (izvršilni direktor majhnega spletnega podjetja Bomis) in Larry Sanger se vidita kot udeleženca, ki skrbita, da projekt ne zaide na stranpoti.
Prvih nekaj let Wikipedije je bil Larry plačan uslužbenec, zadolžen za nadzor Wikipedije (in Nupedije). S pomočjo nasvetov skupnosti je odločal o vprašanjih, kjer ni bilo mogoče doseči dogovora. Ko je zmanjkalo denarja za njegovo delovno mesto, je dal odpoved.
Nekaj Larryevih prejšnjih odgovornosti so prevzeli Jimmy in skupnost Wikipedistov. Druga dva uslužbenca Bomisa, ki sta in še prispevata k enciklopediji, sta Tim Shell, soustanovitelj Bomisa, in programerja Jason Richey ter Toan Vo.

## Zgodovina
Wikipedija nepretrgoma deluje od 15. januarja 2001. Slovenska različica deluje od 26. februarja 2002.

## Programska in strojna oprema
Wiki programska oprema, ki je gnala prvo različico Wikipedije, je program UseModWiki, ki ga je napisal Clifford Adams (»Phase I«). Januarja 2002 je Wikipedija prešla na PHP wiki programsko opremo Magnusa Manske (»Phase II«), ki je uporabljala MySQL bazo podatkov, napisano posebej za ta projekt in s številnimi dodanimi funkcijami.
Čez nekaj časa je stran začela delovati tako počasi, da je urejanje postalo zelo oteženo. Večkratni popravki programske opreme so pomagali le začasno. Nato pa je Lee Daniel Crocker napisal novo različico, ki teče od julija 2002 (»Phase III«) in je prinesla veliko izboljšav. Zadolžitev za popravke programa in optimizacijo podatkovne baze je takrat prevzel Brion Vibber.
Od junija 2004 Wikipedije tečejo na devetih posebnih strežnikih na Floridi. Eden izmed njih je namenjen le za podatkovno bazo, štirje pa odgovarjajo na zahtevke spletnih brskalnikov po Wikipedijah. Na vseh teče Fedora Core. Za pospešitev delovanja se strani za anonimne uporabnike, dokler so veljavne, predpomnijo na datotečnem sistemu, kar pomeni, da za večino zahtevkov branje iz baz in sestavljanje strani ni potrebno. Na take zahtevke odgovarjata dva Squid strežnika.
Vsi strežniki si delijo dva omrežna datotečna strežnika NFS (prvotni in nadomestni; prvotni je hkrati tudi e-poštni strežnik). Od avgusta 2005 teče Wikipedija na skupno več kot 80 strežnikih.

## Sorodni projekti
Projekti, ki so del družine Wikimedia, so še:
- Wikislovar, prosti slovar
- Wikiknjige, zbirka prostih učbenikov
- Wikinavedek, prosta zbirka navedkov
- Wikivir, zbirka izvornih besedil v raznih jezikih, ki so bodisi v prosti rabi bodisi izdani pod GFDL
- Wikinovice, novice, ki jih pišejo bralci
- Wikivrste, imenik vrst
- Wikimedijina zbirka (Commons), repozitorij predstavnostnih vsebin (slike, zvočne datoteke, kratki video posnetki ...)
- Wikiverza, prosta univerza
- Wikipotovanje, prosti popotniški vodniki
- Wikipodatki, prosta podatkovna zbirka

Februarja 2002 so se wikipedisti španske Wikipedije odločili, da jim delo pod okriljem fundacije Wikimedia ne ustreza in ustanovili ločen projekt Enciclopedia Libre. Želeli so se namreč izogniti oglaševanju preko Wikipedije, o čemer so v tistem času potekale intenzivne razprave. Kasneje so te razprave zamrle in se je splošno uveljavilo prepričanje, da Wikipedija z njim ne bo zbirala sredstev. Kljub temu pa se wikipedisti Enciclopedia Libre fundaciji Wikimedija za zdaj ne želijo priključiti, čeprav to ni izključeno v prihodnje.